# Theodor Pillich
Theodor Andreas Pillich (* 24. August 1902 in Wien; † 5. Dezember 1988 in Marl) war ein deutscher Kriegsverbrecher.

## Leben
Pillich trat zum 28. Oktober 1926 der NSDAP (Mitgliedsnummer 52.146) sowie im selben Jahr der SA bei. Nach dem „Anschluss“ 1938 baute er die Technische Nothilfe (TN) in Tirol auf. Zu Kriegsbeginn kam er als stellvertretender Bereitschaftsführer zur TN nach Warschau. Im November 1939 beteiligte er sich freiwillig an der Erschließung hunderter Juden im polnischen Ostrów Mazowiecka auf Befehl des Höheren SS- und Polizeiführers Krüger. Laut Zeugenaussagen fotografierte Pillich vor Ort, beschimpfte die jüdischen Opfer und drohte denjenigen Polizisten mit Erschießung, die sich weigerten, die Exekutionen zu vollziehen.
Theodor Pillich wurde 1940 wegen erheblicher Fehlbeträge in der Kasse seiner Einheit aus der TN entlassen. Zwar konnte er schließlich den Verbleib der meisten Posten aufklären, doch in seine alte Stellung kam er trotz zäher Versuche nicht mehr zurück. Ab 1942 war er Lagerführer eines Auschwitzer Arbeitslagers der IG-Farben.
Im Zuge der Ermittlungen der Staatsanwaltschaft wegen der Massenerschießungen in Ostrów wurde Pillich am 18. September 1961 in Helmstedt verhaftet. Das Landgericht Gießen verurteilte ihn am 26. März 1962 wegen Beihilfe zum Mord zu drei Jahren und drei Monaten Gefängnis.